# Malanje (provincie)
Malanje is een provincie van Angola in het centraal-noorden van dat land. De hoofdstad van de provincie heet eveneens Malanje. In het oosten grenst Malanje aan de provincie Lunda Norte en in het zuidoosten aan Lunda Sul. In het zuiden grenst Malanje aan de provincie Bié. In het zuidwesten grenst de provincie aan Cuanza Sul en in het westen aan Cuanza Norte. In het noordoosten grenst de provincie aan buurland de Democratische Republiek Kongo en in het noorden aan de provincie Uíge.

## Gemeenten
- Malanje
- Cacuso
- Calandula
- Cangandala
- Cahombo
- Cambundi-Catembo
- Kiwaba Nzoji

- Kunda-diá-Baza
- Luquembo
- Massango
- Marimba
- Mucari
- Quela
- Quirima

## Economie
- Landbouw: katoen, grondnoten, aardappelen, suikerriet, cassave, passievruchten, bananen, bonen, zonnebloemen, rijst, maïs, eucalyptus, pinus en tabak.
- Mijnbouw: diamant, uranium, kalksteen en fosfaten.
- Industrie: houtkap, bouwmaterialen en wijnbouw.

## Klimaat
Malanje kent een nat tropisch klimaat. De provincie ligt op een hoogte die varieert van 500 tot 1000 meter. De neerslag varieert van 1000 tot 1750 mm en de gemiddelde temperatuur van 20 tot 24 graden Celsius. De vegetatie in de regio bestaat hierdoor uit bossen en savannes.